# Alessandria Unione Sportiva 1967-1968
Questa voce raccoglie le informazioni riguardanti l'Alessandria Unione Sportiva nelle competizioni ufficiali della stagione 1967-1968.

## Stagione
Nella stagione 1967-1968 l'Alessandria Unione Sportiva disputò il quarto campionato di Serie C della sua storia.

## Divise
| 1ª divisa | 2ª divisa |

## Organigramma societario
Area direttiva
- Proprietario: Remo Sacco
- Commissario straordinario: Bruno Montini
- Collaboratori: Luigi Armano, Gino Testa e Attilio Venturino

Area tecnica
- Direttore tecnico: Anselmo Giorcelli (fino al 15 gennaio)
- Allenatore: Mario Pietruzzi
- Allenatore in 2ª: Francisco Lojacono (dal 15 gennaio)

Area sanitaria
- Medico sociale: Luigi Mazza
- Massaggiatore: Felice Canevari

## Rosa
| N. |                   | Ruolo | Calciatore          |
| -- | ----------------- | ----- | ------------------- |
|    | Italia (bandiera) | P     | Avelino Moriggi     |
|    | Italia (bandiera) | P     | Gianni Storto       |
|    | Italia (bandiera) | P     | Marcello Violo      |
|    | Italia (bandiera) | D     | Massimo Berta       |
|    | Italia (bandiera) | D     | Mario Bonfanti      |
|    | Italia (bandiera) | D     | Sergio Cocito       |
|    | Italia (bandiera) | D     | Gaetano Legnaro (I) |
|    | Italia (bandiera) | D     | Oscar Lesca         |
|    | Italia (bandiera) | D     | Pietro Nervi        |
|    | Italia (bandiera) | D     | Alberto Rossi       |
|    | Italia (bandiera) | D     | Giuseppe Trinchero  |
|    | Italia (bandiera) | C     | Gennaro Cappiello   |
|    | Italia (bandiera) | C     | Bruno Chinellato    |

| N. |                   | Ruolo | Calciatore           |
| -- | ----------------- | ----- | -------------------- |
|    | Italia (bandiera) | C     | Pasquale Di Giovanni |
|    | Italia (bandiera) | C     | Carlo Gori           |
|    | Italia (bandiera) | C     | Giulio Griffi        |
|    | Italia (bandiera) | C     | Francisco Lojacono   |
|    | Italia (bandiera) | C     | Luciano Magistrelli  |
|    | Italia (bandiera) | C     | Tullio Oldani        |
|    | Italia (bandiera) | C     | Franco Pinato        |
|    | Italia (bandiera) | A     | Graziano Boccasso    |
|    | Italia (bandiera) | A     | Franco Deasti        |
|    | Italia (bandiera) | A     | Luciano Eco          |
|    | Italia (bandiera) | A     | Mario Pasquina       |
|    | Italia (bandiera) | A     | Ettore Recagni       |

## Risultati

### Serie C

#### Girone di andata
| Arbitro: | Trinchieri (Reggio Emilia) |

|  |           |                   |
|  | Marcatori | 60’ (rig.) Perego |

| Trieste 24 settembre 1967 | Triestina          | 0 – 0 | Alessandria | Stadio Giuseppe Grezar\| Arbitro: \| Lazzaroni (Milano) \| |
| Arbitro:                  | Lazzaroni (Milano) |       |             |                                                            |

| Arbitro: | Ferrari (Rovereto) |

|                                            |           |  |
| Di Giovanni 11’ Recagni 38’ Chinellato 89’ | Marcatori |  |

| Arbitro: | Levrero (Genova) |

|                                              |           |  |
| Galtarossa 43’, 85’ Simonato 54’ Zahtila 75’ | Marcatori |  |

| Alessandria 15 ottobre 1967 | Alessandria  | 0 – 0 | Savona | Stadio Giuseppe Moccagatta\| Arbitro: \| Bravi (Roma) \| |
| Arbitro:                    | Bravi (Roma) |       |        |                                                          |

| Arbitro: | Canova (Bologna) |

|             |           |  |
| Pestrin 48’ | Marcatori |  |

| Arbitro: | Ghetti (Modena) |

|                        |           |                  |
| Oldani 43’ Recagni 90’ | Marcatori | 72’ (rig.) Baffi |

| Arbitro: | Crista (Livorno) |

|                                   |           |  |
| Biasiolo 32’ Mola 44’ Pantani 52’ | Marcatori |  |

| Bolzano 12 novembre 1967 | Bolzano          | 0 – 0 | Alessandria | Stadio Druso\| Arbitro: \| Beretta (Milano) \| |
| Arbitro:                 | Beretta (Milano) |       |             |                                                |

| Alessandria 19 novembre 1967 | Alessandria                 | 0 – 0 | Verbania | Stadio Giuseppe Moccagatta\| Arbitro: \| Moretto (San Donà di Piave) \| |
| Arbitro:                     | Moretto (San Donà di Piave) |       |          |                                                                         |

| Chiavari 26 novembre 1967 | Entella          | 0 – 0 | Alessandria | Stadio Comunale\| Arbitro: \| Treggiari (Roma) \| |
| Arbitro:                  | Treggiari (Roma) |       |             |                                                   |

| Arbitro: | Gialluisi (Barletta) |

|              |           |                        |
| Lojacono 30’ | Marcatori | 50’ Galeone 89’ Muzzio |

| Arbitro: | Longi (Livorno) |

|           |           |                 |
| Rizzo 48’ | Marcatori | 23’ Magistrelli |

| Arbitro: | Cantelli (Firenze) |

|           |           |             |
| Berta 10’ | Marcatori | 49’ Tesolin |

| Arbitro: | Lazzaroni (Milano) |

|                |           |              |
| Invernizzi 74’ | Marcatori | 28’ Lojacono |

| Arbitro: | Menegali (Roma) |

|                             |           |               |
| Magistrelli 5’ Pasquina 46’ | Marcatori | 61’, 65’ Tomy |

| Arbitro: | Laurenti (Padova) |

|                |           |  |
| Zucchinali 49’ | Marcatori |  |

| Arbitro: | Serafino (Roma) |

|  |           |                |
|  | Marcatori | 24’ Musiello I |

| Arbitro: | Levrero (Genova) |

|  |           |                     |
|  | Marcatori | 33’ (rig.) Lojacono |

#### Girone di ritorno
| Arbitro: | Ferrari (Rovereto) |

|                                       |           |                     |
| Perego 30’, 63’ Budicin 46’ Rizzi 78’ | Marcatori | 35’ (rig.) Lojacono |

| Arbitro: | Mascali (Desenzano del Garda) |

|                      |           |  |
| Recagni 6’ Berta 60’ | Marcatori |  |

| Arbitro: | Bellandi (Lucca) |

|                             |           |                            |
| Comotti 26’ (rig.) Gira 61’ | Marcatori | 11’, 66’ Recagni 65’ Berta |

| Arbitro: | Porcelli (Lodi) |

|                     |           |                  |
| Lojacono 19’ (rig.) | Marcatori | 68’ (aut.) Rossi |

| Arbitro: | Longi (Livorno) |

|                                             |           |                  |
| Fazzi 7’ Recagni 38’ (aut.) Gori 74’ (aut.) | Marcatori | 24’, 59’ Recagni |

| Arbitro: | Boscolo (Venezia) |

|                     |           |  |
| Lojacono 85’ (rig.) | Marcatori |  |

| Arbitro: | Leita (Catania) |

|                               |           |  |
| Baffi 46’, 56’, 72’ Galli 76’ | Marcatori |  |

| Arbitro: | Beretta (Milano) |

|                              |           |  |
| Lojacono 27’ Di Giovanni 78’ | Marcatori |  |

| Arbitro: | Nardis (Roma) |

|                          |           |              |
| Lojacono 43’ (rig.), 69’ | Marcatori | 40’ Lombardi |

| Arbitro: | Pilotto (Roma) |

|                             |           |  |
| Giannini 44’ Barichella 90’ | Marcatori |  |

| Arbitro: | Bianchi (Firenze) |

|              |           |  |
| Lojacono 35’ | Marcatori |  |

| Arbitro: | Boccia (Bari) |

|  |           |                 |
|  | Marcatori | 10’ Di Giovanni |

| Arbitro: | Marti (Napoli) |

|                                     |           |                       |
| Recagni 4’, 90’ Lojacono 48’ (rig.) | Marcatori | 20’ Rizzo 66’ Marella |

| Arbitro: | Leardi (Messina) |

|             |           |                           |
| Tumiati 16’ | Marcatori | 55’ Lojacono 70’ Pasquina |

| Arbitro: | Cattivello (Udine) |

|                                                   |           |              |
| Lojacono 31’, 71’ (rig.) Pasquina 37’ Recagni 88’ | Marcatori | 59’ Livraghi |

| Arbitro: | Andreoli (Padova) |

|                          |           |                |
| Cappellazzo 44’ Tomy 54’ | Marcatori | 60’ Chinellato |

| Arbitro: | Bellandi (Lucca) |

|                                |           |                                    |
| Bonfanti 48’ (rig.) Pinato 75’ | Marcatori | 10’ Zucchinali 51’ (rig.) Donzelli |

| Arbitro: | Magnani (Firenze) |

|                                      |           |            |
| Comini 6’ (rig.) Musiello I 33’, 50’ | Marcatori | 65’ Pinato |

| Arbitro: | Lenardon (Siena) |

|  |           |                                             |
|  | Marcatori | 35’ (aut.) Lesca 53’, 63’ Quadri 89’ Crespi |

## Statistiche

### Statistiche di squadra
| Competizione | Punti | In casa | In casa | In casa | In casa | In casa | In casa | In trasferta | In trasferta | In trasferta | In trasferta | In trasferta | In trasferta | Totale | Totale | Totale | Totale | Totale | Totale | DR  |
| Competizione | Punti | G       | V       | N       | P       | Gf      | Gs      | G            | V            | N            | P            | Gf           | Gs           | G      | V      | N      | P      | Gf     | Gs     | DR  |
| ------------ | ----- | ------- | ------- | ------- | ------- | ------- | ------- | ------------ | ------------ | ------------ | ------------ | ------------ | ------------ | ------ | ------ | ------ | ------ | ------ | ------ | --- |
| Serie C      | 37    | 19      | 9       | 6       | 4       | 27      | 19      | 19           | 4            | 5            | 10           | 14           | 32           | 38     | 13     | 11     | 14     | 14     | 32     | -18 |

### Statistiche dei giocatori
| Giocatore      | Serie C | Serie C |
| Giocatore      | Pres    | Gol     |
| -------------- | ------- | ------- |
| M. Berta       | 33      | 3       |
| G. Boccasso    | 5       | 0       |
| M. Bonfanti    | 25      | 1       |
| Cappiello      | 1       | 0       |
| B. Chinellato  | 32      | 2       |
| Cocito         | 1       | 0       |
| F. Deasti      | 7       | 0       |
| P. Di Giovanni | 32      | 3       |
| L. Eco         | 12      | 0       |
| C. Gori        | 33      | 0       |
| G. Griffi      | 9       | 0       |
| G. Legnaro     | 31      | 0       |
| O. Lesca       | 9       | 0       |
| F. Lojacono    | 25      | 14      |
| L. Magistrelli | 22      | 2       |
| A. Moriggi     | 29      | -35     |
| Nervi          | 1       | 0       |
| T. Oldani      | 2       | 1       |
| M. Pasquina    | 17      | 3       |
| F. Pinato      | 5       | 2       |
| E. Recagni     | 24      | 10      |
| A. Rossi       | 29      | 0       |
| G. Trinchero   | 26      | 0       |
| Storto         | 8       | -14     |
| M. Violo       | 1       | -2      |
| Zampa          | 1       | 0       |